# Тарасов Олександр Олександрович
Олександр Олександрович Тарасов (рос. Александр Александрович Тарасов; 24 грудня 1990, м. Магнітогорськ, СРСР) — російський хокеїст, захисник. Виступає за «Сибір» (Новосибірськ) у Континентальній хокейній лізі.

## З життєпису
Вихованець хокейної школи «Сибір» (Новосибірськ). Виступав за «Металург-2» (Магнітогорськ), ХК МВД-2, ХК МВД, ХК «Шериф», «Динамо» (Москва), «Динамо» (Балашиха), ХК МВД (МХЛ).
У складі молодіжної збірної Росії учасник чемпіонату світу 2010.